# Matilde di Gheldria
Matilde di Gheldria; in francese: Mathilde de Gueldre (1325 – 21 settembre 1384) fu signora di Malines, dal 1344 alla sua morte, ed inoltre fu signora consorte di Millen, dal 1336 al 1342, contessa consorte di Kleve, dal 1348 al 1368, contessa consorte di Blois di Dunois e di Soissons e Signora d'Avesnes, dal 1372 al 1381, e duchessa di Gheldria e Contessa di Zutphen, dal 1371 al 1379, in contrapposizione alla sorella, Maria.

## Origine
Matilde, secondo il Kronijk van Arent toe Bocop, era la figlia secondogenita del Duca di Gheldria e conte di Zutphen, Rinaldo II e della sua prima moglie, Sophia Berthout, erede della signoria di Malines, figlia del signore di Malines, Fiorenzo Berthout e di Matilde di Marck, e nipote del vescovo di Utrecht (1296-1301), Guglielmo Berthout.

Rinaldo II di Gheldria, come ci viene confermato dal Kronijk van Arent toe Bocop era il figlio maschio primogenito del Conte di Gheldria e di Zutphen, Rinaldo I e della sua seconda moglie, Margherita Dampierre o di Fiandra, che, secondo il Kronijk van Arent toe Bocop, era figlia del Conte di Fiandra, Guido di Dampierre e della sua seconda moglie Isabella di Lussemburgo († 1298), figlia di Enrico IV di Lussemburgo e di Margherita de Bar.

## Biografia
Nel 1336, Matilde fu data in moglie al signore di Millen ed erede della Contea di Loon, Goffredo di Looz, figlio di Teodorico di Heinsberg Conte di Looz e di Chiny e della moglie, Cunegonda di Mark, come risulta dal documento n° 372 del Urkundenbuch für die Geschichte des Niederrheins, Volume 3.
Il 19 marzo 1339, suo padre, Rinaldo II, fu riconosciuto duca di Gheldria e conte di Zutphen al parlamento di Francoforte dall'Imperatori del Sacro Romano Impero, Ludovico di Baviera.
Nel 1343, suo padre, Rinaldo II, trasferì la sua residenza da Geldern a Nimega, ma morì improvvisamente ad Arnhem lo stesso anno e fu sepolto nell'abbazia di Graefenthal, vicino a Goch.
Essendo i figli maschi minorenni gli succedette il primogenito, suo fratellastro, Rinaldo, come Rinaldo III, con la reggenza della madre (matrigna di Matilde), Eleonora d'Inghilterra.
Nel 1344, morì sua sorella, Margherita, signora di Malines, e Matilde le succedette nella signoria, come ci viene confermato dal documento n° 590 del Urkundenbuch für die Geschichte des Niederrheins, Volume 3.
Matilde rimase vedova del suo primo marito, Goffredo, che morì in Prussia, prima del 1347.
Matilde, nel 1348, secondo il Dictionnaire de la noblesse, sposò, in seconde nozze, il conte di Kleve, Giovanni, figlio del Conte di Kleve, Teodorico VI e di Margherita d'Asburgo, come da documento n° 113 del Urkundenbuch für die Geschichte des Niederrheins, Volume 3; la conferma del matrimonio ci viene data anche dal documento n° 590 del Urkundenbuch für die Geschichte des Niederrheins, Volume 3; per il matrimonio era stata necessaria una dispensa papale, rilasciata da papa Clemente VI, nel 1350, documento n° 829 del Urkunden und Regesten zur Geschichte der Rheinlande aus dem Vatikanischen Archiv, volume 3.
Verso il 1360, secondo il Rerum Belgicarum Annales Chronici Et Historici, nel ducato di Gheldria, si erano formate due fazioni, una detta Hekers, che sosteneva il duca Rinaldo III, mentre la seconda, detta Bronchoerit, sosteneva il fratello minore Edoardo, che si fronteggiarono, sino a che, nel 1361, Rinaldo assediò Edoardo a Tiel, dove avvenne lo scontro finale, che vide la vittoria di Edoardo ed i suoi seguaci che catturarono Rinaldo; Edoardo fu riconosciuto duca di Gheldria, mentre Rinaldo fu imprigionato, nel Castello di Nijenbeek, nei pressi di Voorst.
Nel 1368, Matilde, rimasta nuovamente vedova, ricevette dal fratellastro Edoardo la città di Huissen, dove si ritirò a vivere.
Edoardo morì il 24 agosto 1371, Rinaldo III, fu liberato e fu riconosciuto nuovamente duca di Gheldria.
Rinaldo III resse il ducato per poco più di tre mesi, morì il 4 dicembre di quello stesso anno. Siccome, né Rinaldo, né Edoardo avevano lasciato eredi, il ducato andò alle sorellastre; a Rinaldo III succedette Matilde, che fu contestata dalla sorella Maria; la Chronica Comitum de Marka, Fortsetzung cita Matilde come duchessa di Gheldria, confermando la successione al fratello Rinaldo III.
La contestazione di Maria che portò alla Prima guerra di successione gheldriana, inizio da subito.
Matilde, nel 1372, anche per avere sostegno nella lotta con la sorella, si sposò, in terze nozze, con il Giovanni II di Blois-Châtillon Conte di Blois di Dunois e di Soissons e Signore d'Avesnes, di circa quindici anni più giovane.
Le due fazioni, degli Hekers, che sosteneva Matilde, e dei Bronchoerit, che sosteneva Maria si scontrarono in armi e la guerra durò circa otto anni, e la duchessa Maria con l'appoggio del Re di Boemia ed Imperatore del Sacro Romano Impero Carlo IV, ebbe la meglio, e, nel 1379, dopo un'ultima sconfitta, Matilde ed il marito, Giovanni, rinunciano definitivamente al ducato di Gheldria.
Maria divenuta duchessa di Gheldria, nel 1380, cedette il ducato al figlio, Guglielmo, che era già stato riconosciuto duca dall'imperatore, Carlo IV.
Matilde, rimase nuovamente vedova, dopo due anni, nel 1381, morì nel 1384 al castello di Huissen.

## Figli
Matilde non diede discendenza a nessuno dei tre mariti:
- Goffredo di Looz[11][12];
- Giovanni di Kleve[25][26];
- Giovanni II di Blois-Châtillon[24].

## Ascendenza
|                                       |                                           |                             | Genitori                  |  |  | Nonni |  |  | Bisnonni              |  |  | Trisnonni               |  |
|                                       |                                           |                             |                           |  |  |       |  |  | Ottone II di Gheldria |  |  | Gerardo III di Gheldria |  |
|                                       |                                           |                             |                           |  |  |       |  |  | Ottone II di Gheldria |  |  | Gerardo III di Gheldria |  |
|                                       |                                           | Margherita di Brabante      |                           |  |  |       |  |  | Ottone II di Gheldria |  |  |                         |  |
| Reginaldo I di Gheldria               |                                           |                             |                           |  |  |       |  |  | Ottone II di Gheldria |  |  |                         |  |
|                                       |                                           | Filippa di Dammartin        | Simone di Dammartin       |  |  |       |  |  |                       |  |  |                         |  |
|                                       |                                           | Filippa di Dammartin        | Simone di Dammartin       |  |  |       |  |  |                       |  |  |                         |  |
|                                       |                                           | Filippa di Dammartin        | Maria di Ponthieu         |  |  |       |  |  |                       |  |  |                         |  |
| Rinaldo II di Gheldria                |                                           | Filippa di Dammartin        |                           |  |  |       |  |  |                       |  |  |                         |  |
|                                       |                                           | Guido di Dampierre          | Guglielmo II di Dampierre |  |  |       |  |  |                       |  |  |                         |  |
|                                       |                                           | Guido di Dampierre          | Guglielmo II di Dampierre |  |  |       |  |  |                       |  |  |                         |  |
|                                       |                                           | Guido di Dampierre          | Margherita II di Fiandra  |  |  |       |  |  |                       |  |  |                         |  |
| Margherita di Fiandra                 |                                           | Guido di Dampierre          |                           |  |  |       |  |  |                       |  |  |                         |  |
|                                       |                                           | Isabella di Lussemburgo     | Enrico V di Lussemburgo   |  |  |       |  |  |                       |  |  |                         |  |
|                                       |                                           | Isabella di Lussemburgo     | Enrico V di Lussemburgo   |  |  |       |  |  |                       |  |  |                         |  |
|                                       |                                           | Isabella di Lussemburgo     | Margherita di Bar         |  |  |       |  |  |                       |  |  |                         |  |
| Matilde di Gheldria                   |                                           | Isabella di Lussemburgo     |                           |  |  |       |  |  |                       |  |  |                         |  |
|                                       | Gualtiero VI Berthout, signore di Malines | …                           |                           |  |  |       |  |  |                       |  |  |                         |  |
|                                       | Gualtiero VI Berthout, signore di Malines | …                           |                           |  |  |       |  |  |                       |  |  |                         |  |
|                                       | Gualtiero VI Berthout, signore di Malines | …                           |                           |  |  |       |  |  |                       |  |  |                         |  |
| Fiorenzo Berthout, signore di Malines | Gualtiero VI Berthout, signore di Malines |                             |                           |  |  |       |  |  |                       |  |  |                         |  |
|                                       |                                           | Maria d'Alvernia            | …                         |  |  |       |  |  |                       |  |  |                         |  |
|                                       |                                           | Maria d'Alvernia            | …                         |  |  |       |  |  |                       |  |  |                         |  |
|                                       |                                           | Maria d'Alvernia            | …                         |  |  |       |  |  |                       |  |  |                         |  |
| Sofia Berthout, signora di Malines    |                                           | Maria d'Alvernia            |                           |  |  |       |  |  |                       |  |  |                         |  |
|                                       |                                           | Engelberto I, conte di Mark | Adolfo I, conte di Mark   |  |  |       |  |  |                       |  |  |                         |  |
|                                       |                                           | Engelberto I, conte di Mark | Adolfo I, conte di Mark   |  |  |       |  |  |                       |  |  |                         |  |
|                                       |                                           | Engelberto I, conte di Mark | Ermengarda di Gheldria    |  |  |       |  |  |                       |  |  |                         |  |
| Matilde di Mark                       |                                           | Engelberto I, conte di Mark |                           |  |  |       |  |  |                       |  |  |                         |  |
|                                       |                                           | Elisabetta di Valkenburg    | Teodorico di Valkenburg   |  |  |       |  |  |                       |  |  |                         |  |
|                                       |                                           | Elisabetta di Valkenburg    | Teodorico di Valkenburg   |  |  |       |  |  |                       |  |  |                         |  |
|                                       |                                           | Elisabetta di Valkenburg    | Berta di Limburgo         |  |  |       |  |  |                       |  |  |                         |  |
|                                       |                                           | Elisabetta di Valkenburg    |                           |  |  |       |  |  |                       |  |  |                         |  |

### Letteratura storiografica
- (FR)  Dictionnaire de la noblesse.
- (FR)  Histoire de la maison de Chastillon-sur-Marne.